# 東京都道・埼玉県道4号東京所沢線
東京都道・埼玉県道4号東京所沢線（とうきょうとどう・さいたまけんどう4ごう とうきょうところざわせん）は、東京都新宿区から埼玉県所沢市に至る主要地方道である。

## 路線データ
- 起点：東京都新宿区新宿（新宿三丁目交差点）[1]
- 終点：埼玉県所沢市金山町（金山町交差点）
- 路線延長
  - 東京都区間 26,085 m（実延長、2024年10月18日現在）[2]
  - 埼玉県区間 4,329 m（実延長、2013年4月1日現在）[3]

## 路線状況

### 東京23区

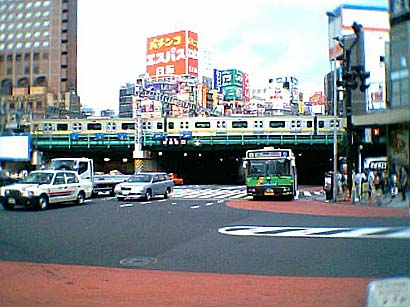
新宿大ガード西交差点

起点から新宿大ガード東交差点を経て西は多摩地域に位置する西東京市の北原交差点（新青梅街道交点）まで東京都道5号新宿青梅線と重複する。西新宿の超高層ビル街の北縁を西進し、神田川を淀橋で渡ると中野区に入る。橋上は東京都道302号新宿両国線支線との交点となっている。淀橋から先は数百メートルの間は広い中央分離帯が設置された上下7車線程度の広幅員となり、中野坂上で山手通りと交わった後は、しばらく上り3車線・下り2車線+停車帯となる。

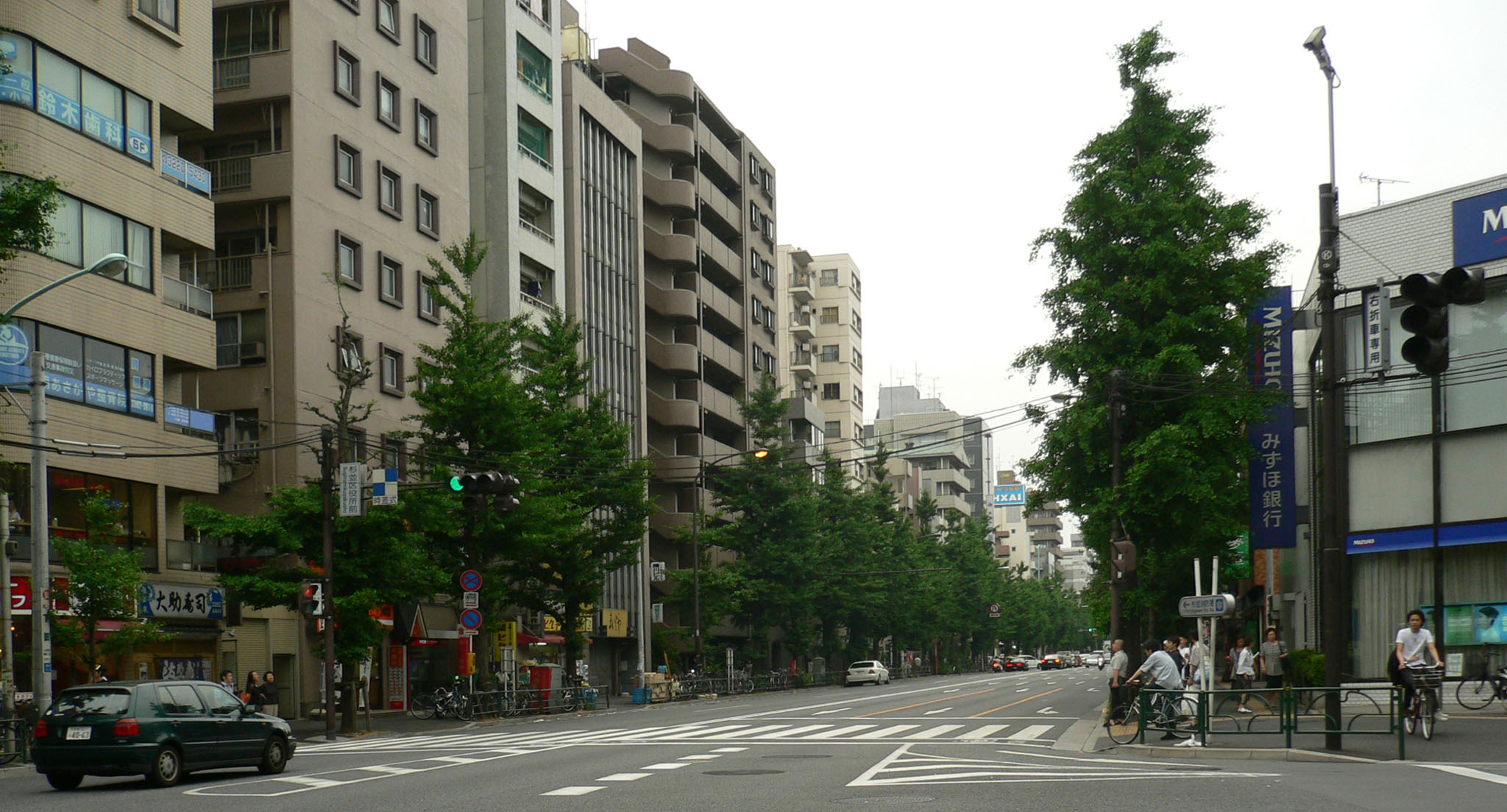
杉並区役所前交差点

杉並区に入り高円寺陸橋で環七と交差、地下鉄丸ノ内線新高円寺駅付近に位置する五日市街道入口交差点で、多摩地域を横断する主要地方道の一つである五日市街道が分岐し、天沼陸橋でJR中央線をオーバーパスし、杉並区の中心繁華街である荻窪に達する。荻窪駅を過ぎるとしばらくは自動車・歩行者ともに飽和状態の繁華街を通過するが、環八通りを過ぎると再び上り3車線・下り2車線+停車帯に戻り、周辺の街並みも住宅街へ変化するが、荻窪以東とは違い、緑も多くなり武蔵野の面影を目にする。日産自動車荻窪工場跡を右側に、また善福寺公園が左側沿線に近い。井草八幡宮前で早稲田通りと合流する。
練馬区に入ってからも町並みは連続しているが、関町一丁目交差点で千川通りが合流、関町交番前で吉祥寺、北裏交差点で三鷹へ向かう道が分岐する。西東京市境となる東伏見四丁目交差点で分岐する道は五日市街道への連絡路となる。この辺りは武蔵野市との境目も近い。

### 多摩地域
西東京市に入っても練馬区内同様の道幅であるが次第に高層の建物が減少する。東伏見坂上から下り勾配となり、東伏見交差点に達する。東伏見では4車線道路の伏見通り（調布保谷線）が交差、また西武柳沢駅方向へ向かう旧道（伏見稲荷通り・さらに進むと東京都道36号保谷志木線に接続）が合流する。この交差点北側には東伏見稲荷神社があり、沿道にはラーメン店が点在する。東京ガス保谷整圧所のガスタンクを過ぎると車線数が片側3車線から2車線へと減少しながらカーブを描き、西武新宿線の高架橋と交差。そのすぐ先にある交差点は富士街道の終点となる。

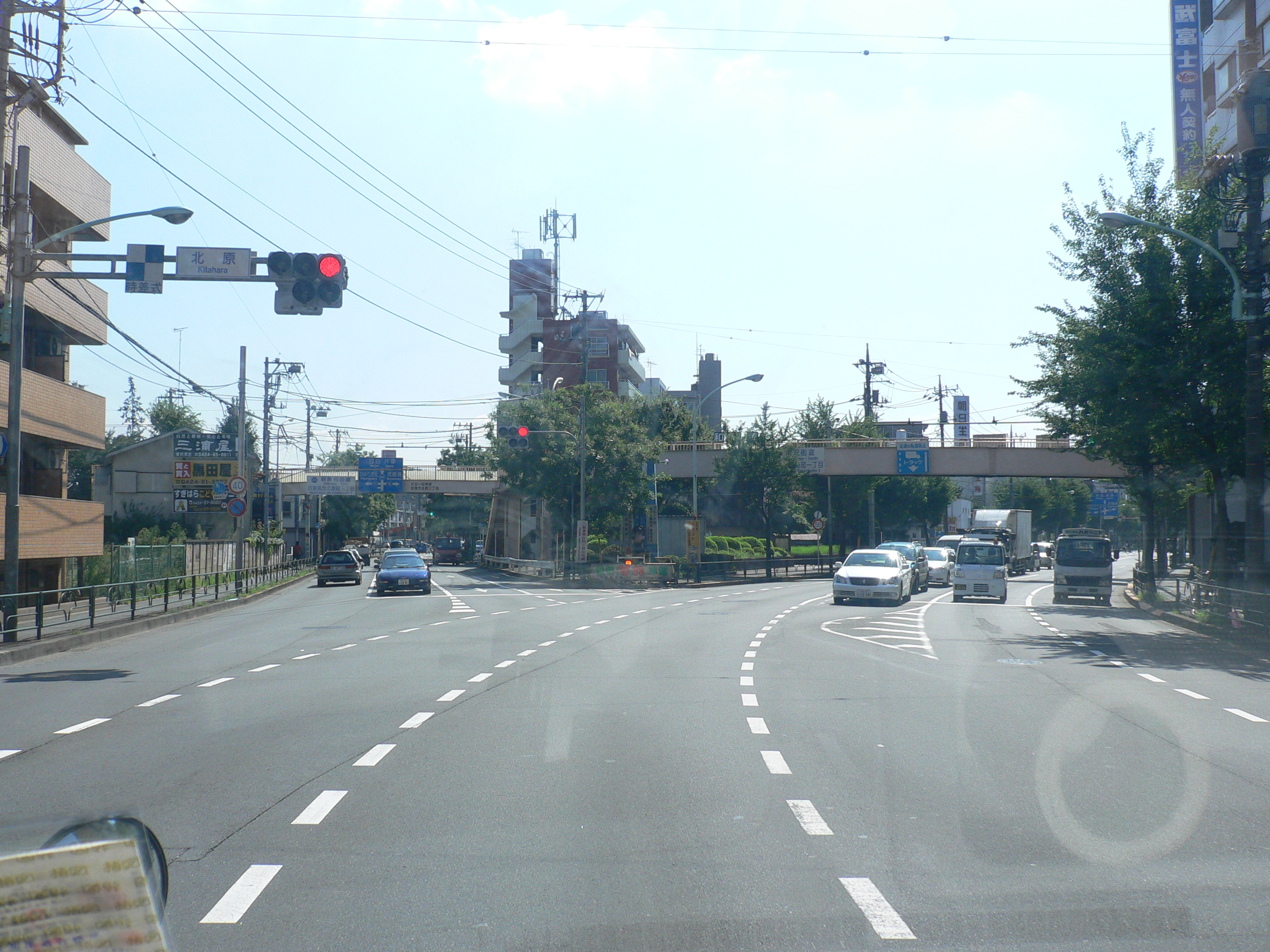
北原交差点。本路線は左側から斜め右。右奥が新宿方向

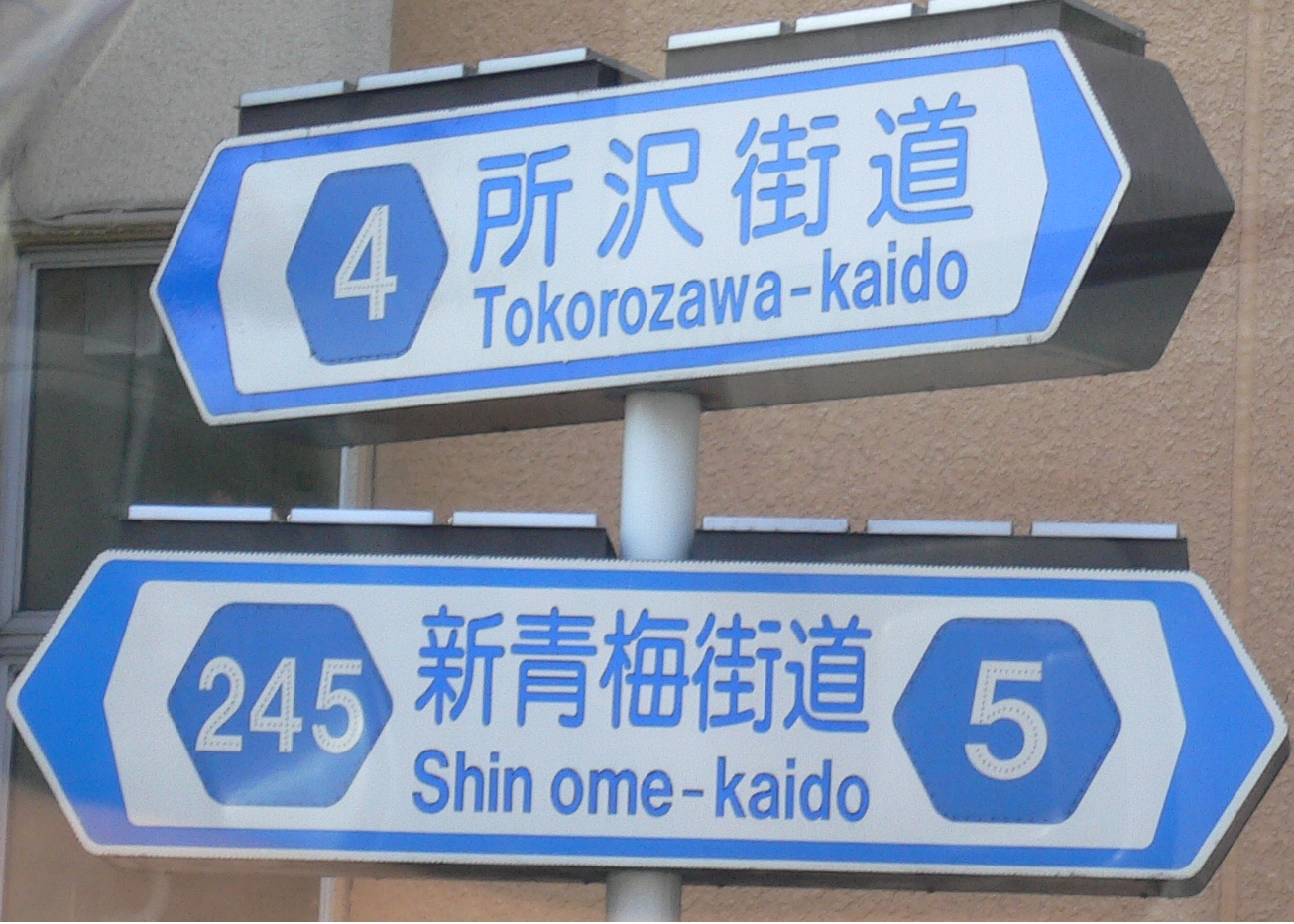
北原交差点にて撮影

次の田無町一丁目交差点で青梅街道は斜め左方に別れて路線名称も東京都道5号新宿青梅線になり、片側1車線の旧道の趣きで西武新宿線田無駅北口の市街地へと入ってゆくが、当路線はここより「所沢街道」と名称を変えて直進し、北原交差点までは青梅街道と新青梅街道を連絡を兼ねて片側2車線が続く。その間に武蔵境およびひばりが丘を結ぶ武蔵境通り（谷戸新道）との田無町三丁目交差点。以前はその先（西側）にある武蔵境通り（旧道）との交点に信号があり、ここでひばりが丘・武蔵境両方向へ向かうことができたが、現道が出来てから旧道への出入りは、下り車線から田無駅方面へのみ可能となった。
北原交差点では新青梅街道と斜めに交差する。斜め左方向の新青梅街道下り方面への分流は、2車線を維持して車両の通行量も圧倒的に大きいが、当路線は新青梅街道を横切って直進し、片側1車線となる。右側に広大な敷地を持つ東京大学農学部付属農場がある。六角地蔵尊交差点でひばりが丘団地へ向かって直進する市道と分かれ、当路線は斜め左へ進んだのち、現道は直後の交差点で右に分岐となる。東久留米市に入り、南町四丁目交差点の北側にイオンモール東久留米がある。六角地蔵尊交差点の先、直進方向には当路線のバイパスとなる道（新所沢街道、都市計画道路西東京3・4・9号、東村山3・4・11号保谷東村山線）が整備されており、道路形状上はこの新道が道なりとなる。新所沢街道は西東京市西原町から東村山市内の多摩北部医療センター西までの区間が、東側では本道からの分岐となる六角地蔵尊交差点から西東京市北原町の東京都道112号ひばりケ丘停車場線までがそれぞれ開通している。
住宅地の中を左右にカーブを描きながら北西へ進み、小金井街道を前沢交差点で、新小金井街道を下里二丁目交差点で交差したのち、東村山市に入る。右手には全生園の敷地が続き、その先でJR武蔵野線が半地下で交差、右へ進むと新秋津駅がある。秋津町三丁目交差点で本路線は左折する。直進する道は東村山市道「旧所沢街道」で所沢駅の南側の西武新宿線と西武池袋線の踏切に向かう。右は志木街道となり清瀬市方面へ通じる。左折し少し進み久米川町交差点でこんどは右折する。直進する道は府中街道となり、東村山市の中心部へと向かうことができる。右折した本路線は柳瀬川の谷へ向かって下り坂となり、川を渡ると埼玉県所沢市へ入る。

### 埼玉県
所沢市に入ると谷を上り、西武新宿線を山口陸橋で交差、右カーブを描いて勾配を下りその先で築堤上を走行する西武池袋線と交差。東住吉交差点で直進すると所沢駅の西側へ出るが、本路線はここで左へ進むと金山町交差点 (終点) となる。金山町交差点を埼玉県道55号所沢武蔵村山立川線との重複で南西へ進み、岩崎交差点から南東方向には北久米交差点まで（暫定2車線）、北西方向には大六天交差点まで（4車線）所沢入間バイパスが開通している。また、北久米より先、松が丘東交差点を経て、都県境までの区間が事業中（建設工事中）である。都県境から先、柳瀬川、西武新宿線の高架下を経て前述の新所沢街道に繋がる、所沢入間バイパス延伸区間は計画済み（東村山3・4・35号東村山所沢線）であるが、2024年2月現在事業化されていない。

### バイパス・支線
所沢入間バイパス（所沢3・3・1号飯能所沢線）
- 起点：埼玉県所沢市（北久米交差点）
- 終点：埼玉県所沢市（大六天交差点）

また、本線と所沢入間バイパスとの連絡を兼ねて金山町交差点から岩崎交差点の間が埼玉県道55号所沢武蔵村山立川線との重複の形で支線に指定されている。
新所沢街道暫定区間（西東京3・4・9号、東村山3・4・11号保谷東村山線）

1)  東村山3・4・11（久米川）: 久米川町の所沢街道現道交差点からさくら通りまで。事業中、未開通
2)  東村山3・4・11（青葉2丁目）: さくら通りから多摩北部医療センター西交差点まで。事業中、未開通
3）西東京市 - 東村山市区間。ただし、前沢南交差点 - 東村山市境までは東久留米市道として整備
- 起点：東京都東村山市（ 多摩北部医療センター西交差点）
- 終点：東京都西東京市西原町3丁目（西原団地北交差点、本線と合流）

4）西東京市区間（東京大学生態調和農学機構区間）
- 起点：西東京市北原町2丁目（都道112号「谷戸新道」との交差点）
- 終点：同市西原町3丁目（六角地蔵尊交差点、本線と合流）

北西から順に1）、2）は事業中、3) と 4) の間は現道であるが拡幅整備済み、4）の起点側から東（谷戸新道交点〜伏見通り交点）への都市計画も事業中である。

### 通称
- 靖国通り（新宿五丁目交差点 - 新宿大ガード東交差点）＝東京都通称道路名設定公告（1962年4月25日）整理番号18
- 青梅街道（新宿大ガード西交差点 - 田無町一丁目交差点）＝東京都通称道路名設定公告（1962年4月25日）整理番号17
- 所沢街道（田無町一丁目交差点 - 都県境）＝東京都通称道路名設定公告（1963年6月18日）整理番号68、埼玉県整理番号17
- 行政道路（東住吉交差点 - 金山町交差点）※国道463号の所沢市〜入間市内の同名の道路と対の道路として呼称される
- 所沢入間バイパス（北久米交差点 - 大六天交差点）

### 重複区間
本線
- 東京都道305号芝新宿王子線：新宿三丁目交差点（東京都新宿区）- 新宿五丁目交差点（東京都新宿区） -
- 東京都道5号新宿青梅線：新宿五丁目交差点（東京都新宿区） - 田無町一丁目交差点（東京都西東京市）
- 東京都道302号新宿両国線：新宿五丁目交差点（東京都新宿区） - 新宿大ガード東交差点（東京都新宿区）（上位道路）
- 東京都道430号新宿停車場前線：新宿五丁目交差点（東京都新宿区） - 新宿大ガード東交差点（東京都新宿区）
- 東京都道427号瀬田貫井線：成田東四丁目交差点（東京都杉並区） - 区役所前交差点（東京都杉並区）
- 東京都道226号東村山清瀬線：全生園東交差点（東京都清瀬市・東村山市市境） - 全生園交差点（東京都東村山市）
- 東京都道40号さいたま東村山線：秋津三丁目交差点（東京都東村山市） - 久米川町交差点（東京都東村山市）
- 東京都道・埼玉県道16号立川所沢線、埼玉県道・東京都道17号所沢府中線（重複）：久米川町交差点（東京都東村山市） - 金山町交差点（埼玉県所沢市）

パイパス・支線
- 東京都道129号東村山東久留米線：名称なし交差点（東京都東久留米市）- 滝山団地北交差点（東京都東久留米市）
- 埼玉県道55号所沢武蔵村山立川線：金山町交差点（埼玉県所沢市） - 岩崎交差点（埼玉県所沢市）

### 橋梁
- 本線
  - 淀橋（神田川、東京都新宿区・中野区）
  - 都橋（黒目川、東久留米市）
  - （野火止用水、東久留米市・東村山市）
  - 新空堀橋（空堀川、東村山市）
  - 二柳橋（柳瀬川、東村山市・埼玉県所沢市）

- パイパス（新所沢街道）
  - 宮裏橋（黒目川、東久留米市）

## 地理

### 通過する自治体

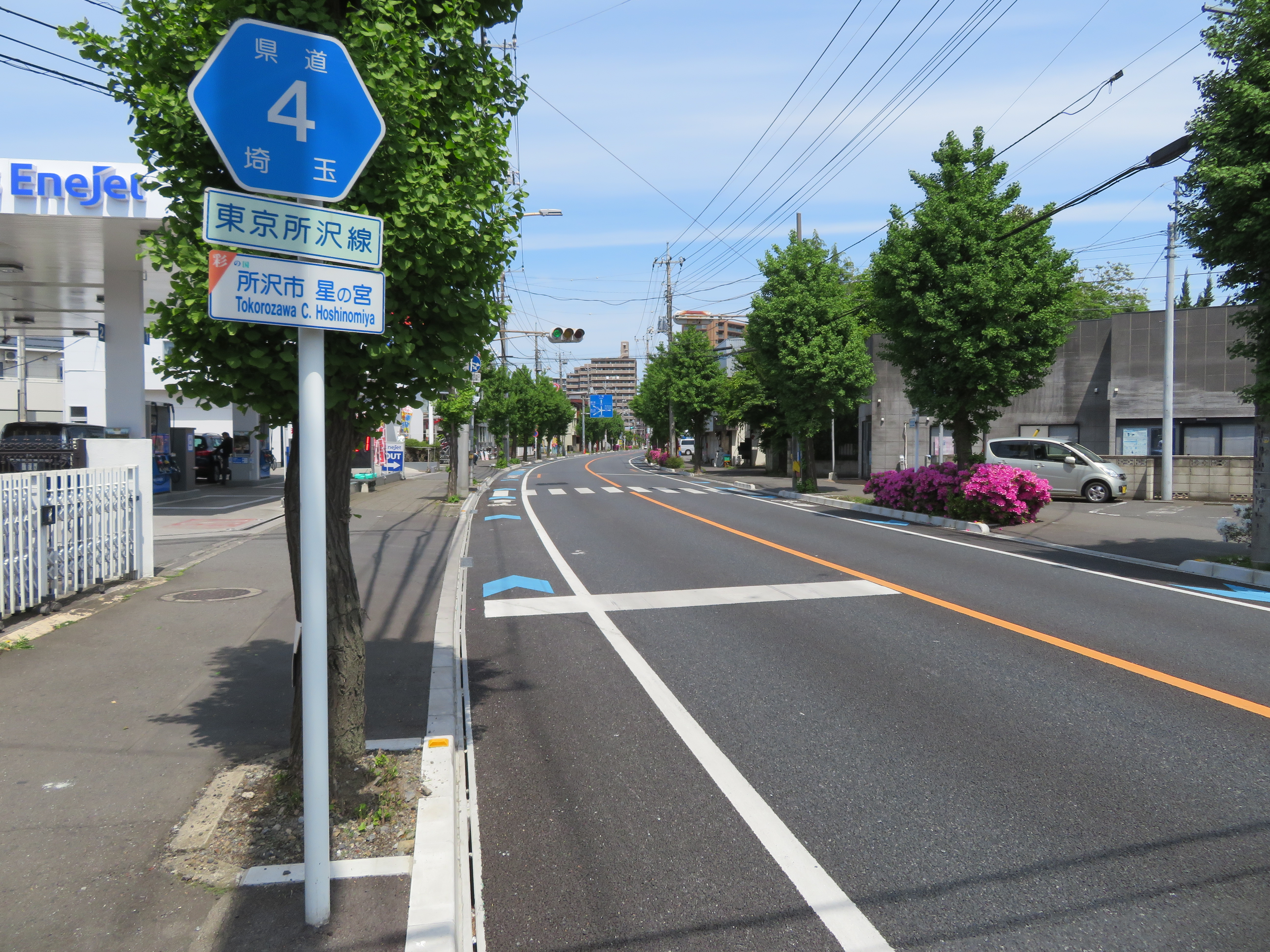
所沢市星の宮付近

- 東京都
  - 新宿区
  - 中野区
  - 杉並区
  - 練馬区
  - 西東京市
  - 東久留米市
  - 東村山市
- 埼玉県
  - 所沢市

### 接続する道路
本線・所沢入間バイパス
| 通称                                                | 交差する道路                                                       | 交差する道路                                       | 交差点名       | 所在地   | 所在地                |
| --------------------------------------------------- | ------------------------------------------------------------------ | -------------------------------------------------- | -------------- | -------- | --------------------- |
| 東京都道302号新宿両国線（靖国通り）市ヶ谷・神田方面 |                                                                    |                                                    |                |          |                       |
|                                                     | 東京都道305号芝新宿王子線（明治通り）                              | 東京都道305号芝新宿王子線（明治通り）              | 新宿3丁目      | 東 京 都 | 新宿区                |
| 靖 国 通 り                                         | 東京都道305号芝新宿王子線（明治通り）                              | 東京都道305号芝新宿王子線（明治通り）              | 新宿5丁目      | 東 京 都 | 新宿区                |
| 靖 国 通 り                                         | -                                                                  | 東京都道430号新宿停車場前線 （新宿通り）           | 新宿大ガード東 | 東 京 都 | 新宿区                |
| 青 梅 街 道                                         | (小滝橋通り）                                                      | 東京都道414号四谷角筈線                            | 新宿大ガード西 | 東 京 都 | 新宿区                |
| 青 梅 街 道                                         |                                                                    | 東京都道新宿副都心十三号線（十二社通り）           | 成子坂下       | 東 京 都 | 新宿区                |
| 青 梅 街 道                                         | 東京都道302号新宿両国線支線（新宿税務署通り）                      | -                                                  | 淀橋           | 東 京 都 | 新宿区                |
| 青 梅 街 道                                         | 東京都道317号環状六号線（山手通り）                                | 東京都道317号環状六号線（山手通り）                | 中野坂上       | 東 京 都 | 中野区                |
| 青 梅 街 道                                         | 東京都道420号鮫洲大山線（中野通り）                                | 東京都道420号鮫洲大山線（中野通り）                | 杉山公園       | 東 京 都 | 中野区                |
| 青 梅 街 道                                         | 東京都道318号環状七号線（環七通り）                                | 東京都道318号環状七号線（環七通り）                | 高円寺陸橋下   | 東 京 都 | 杉並区                |
| 青 梅 街 道                                         | -                                                                  | 東京都道428号高円寺砧浄水場線 （荒玉水道道路）     | ※信号機なし    | 東 京 都 | 杉並区                |
| 青 梅 街 道                                         | 東京都道7号杉並あきる野線 （五日市街道）                           | 東京都道318号環状七号線支線（高南通り）            | 五日市街道入口 | 東 京 都 | 杉並区                |
| 青 梅 街 道                                         | 東京都道427号瀬田貫井線                                            | -                                                  | 成田東4丁目    | 東 京 都 | 杉並区                |
| 青 梅 街 道                                         | -                                                                  | 東京都道427号瀬田貫井線 （中杉通り）               | 杉並区役所前   | 東 京 都 | 杉並区                |
| 青 梅 街 道                                         | 東京都道311号環状八号線 （環八通り）                               | 東京都道311号環状八号線 （環八通り）               | 四面道交差点   | 東 京 都 | 杉並区                |
| 青 梅 街 道                                         | 東京都道113号杉並武蔵野線                                          |                                                    |                | 東 京 都 | 杉並区                |
| 青 梅 街 道                                         | 東京都道438号向井町新町線 （早稲田通り）                           |                                                    | 井草八幡前     | 東 京 都 | 杉並区                |
| 青 梅 街 道                                         | 東京都道439号椎名町上石神井線 （千川通り）                         |                                                    | 関町1丁目      | 東 京 都 | 練馬区                |
| 青 梅 街 道                                         | 東京都道116号関町吉祥寺線 （吉祥寺通り）                           |                                                    | 関町交番前     | 東 京 都 | 練馬区                |
| 青 梅 街 道                                         | 東京都道7号杉並あきる野線 （五日市街道支線）                       |                                                    | 東伏見四丁目   | 東 京 都 | 西東京市              |
| 青 梅 街 道                                         | 東京都道7号杉並あきる野線 （調布保谷線・伏見通り）                 | 東京都道233号東大泉田無線 （調布保谷線・伏見通り） | 東伏見         | 東 京 都 | 西東京市              |
| 青 梅 街 道                                         | 東京都道8号千代田練馬田無線 （富士街道）                           |                                                    |                | 東 京 都 | 西東京市              |
| 青 梅 街 道                                         | 東京都道5号新宿青梅線 （青梅街道）                                 | 東京都道233号東大泉田無線                          | 田無町1丁目    | 東 京 都 | 西東京市              |
| 所 沢 街 道                                         | 東京都道12号調布田無線 （武蔵境通り[バイパス]）                    | 東京都道112号ひばりケ丘停車場線 （谷戸新道）       | 田無町3丁目    | 東 京 都 | 西東京市              |
| 所 沢 街 道                                         | 東京都道12号調布田無線 （武蔵境通り[旧道]）                        | 東京都道112号ひばりケ丘停車場線 （谷戸新道[旧道]） | ※信号機なし    | 東 京 都 | 西東京市              |
| 所 沢 街 道                                         | 東京都道5号新宿青梅線 （新青梅街道）                               | 東京都道245号杉並田無線 （新青梅街道）             | 北原           | 東 京 都 | 西東京市              |
| 所 沢 街 道                                         | 支線（新所沢街道・東大農場通り）                                   | 支線（新所沢街道・東大農場通り）                   | 六角地蔵尊前   | 東 京 都 | 西東京市              |
| 所 沢 街 道                                         | -                                                                  | 東京都道5号新宿青梅線（支線）                      | 南町4丁目      | 東 京 都 | 東久留米市            |
| 所 沢 街 道                                         | 東京都道15号府中清瀬線 （小金井街道）                              | 東京都道15号府中清瀬線 （小金井街道）              | 前沢           | 東 京 都 | 東久留米市            |
| 所 沢 街 道                                         |                                                                    | 東京都道234号前沢保谷線                            | 名称なし交差点 | 東 京 都 | 東久留米市            |
| 所 沢 街 道                                         | 東京都道129号東村山東久留米線                                      |                                                    | 名称なし交差点 | 東 京 都 | 東久留米市            |
| 所 沢 街 道                                         | 東京都道15号府中清瀬線 （新小金井街道）                            | 東京都道15号府中清瀬線 （新小金井街道）            | 下里2丁目      | 東 京 都 | 東久留米市            |
| 所 沢 街 道                                         | -                                                                  | 東京都道226号東村山清瀬線                          | 全生園東       | 東 京 都 | 清瀬市・東村山市 市境 |
| 所 沢 街 道                                         | 東京都道226号東村山清瀬線                                          |                                                    | 全生園前       | 東 京 都 | 東村山市              |
| 所 沢 街 道                                         | 本線                                                               | 東京都道40号さいたま東村山線 （志木街道）          | 秋津町3丁目    | 東 京 都 | 東村山市              |
| 所 沢 街 道                                         | （旧所沢街道）                                                     |                                                    | 秋津町3丁目    | 東 京 都 | 東村山市              |
| 所 沢 街 道                                         |                                                                    | 本線                                               | 久米川町       | 東 京 都 | 東村山市              |
| 所 沢 街 道                                         | 東京都道16号立川所沢線 東京都道17号所沢府中線（重複） （府中街道） |                                                    | 久米川町       | 東 京 都 | 東村山市              |
|                                                     |                                                                    | 埼玉県道337号久米所沢線                            | 東住吉         | 埼 玉 県 | 所沢市                |
| 国道463号（行政道路）                               | 国道463号（行政道路）                                              | 金山町                                             |                | 埼 玉 県 | 所沢市                |
| 埼玉県道179号所沢青梅線（重複）                     | 埼玉県道55号所沢武蔵村山立川線（重複）                             | 金山町                                             |                | 埼 玉 県 | 所沢市                |
| -                                                   | 埼玉県道222号西所沢停車場線                                        | 西所沢駅入口                                       |                | 埼 玉 県 | 所沢市                |
| パイパス（所沢入間バイパス） 北久米交差点方面       | パイパス（所沢入間バイパス）                                       | 岩崎                                               |                | 埼 玉 県 | 所沢市                |
| 埼玉県道55号所沢武蔵村山立川線                      |                                                                    | 岩崎                                               |                | 埼 玉 県 | 所沢市                |
| 埼玉県道179号所沢青梅線                             | 国道463号                                                          | 大六天                                             |                | 埼 玉 県 | 所沢市                |
| 国道463号所沢入間バイパス 飯能・入間方面            |                                                                    |                                                    |                |          |                       |

支線（新所沢街道、都市計画道路西東京3・4・9号保谷東村山線、東村山3・4・11号保谷東村山線）
※前沢南交差点 - 東村山市境までは東久留米市道
| 交差する道路                                 | 交差する道路                                 | 交差点名               | 所在地 | 所在地     |
| -------------------------------------------- | -------------------------------------------- | ---------------------- | ------ | ---------- |
| 東京都道112号ひばりケ丘停車場線 （谷戸新道） | 東京都道112号ひばりケ丘停車場線 （谷戸新道） |                        | 東京都 | 西東京市   |
| 本線（所沢街道）                             | 本線（所沢街道）                             | 六角地蔵尊前           | 東京都 | 西東京市   |
| （西原自然公園通り）                         |                                              |                        | 東京都 | 西東京市   |
| 東京都道5号新宿青梅線支線                    | 東京都道5号新宿青梅線支線                    |                        | 東京都 | 東久留米市 |
| 東京都道15号府中清瀬線 （小金井街道）        | 東京都道15号府中清瀬線 （小金井街道）        | 前沢南                 | 東京都 | 東久留米市 |
| 東京都道129号東村山東久留米線                | -                                            |                        | 東京都 | 東久留米市 |
| 東京都道15号府中清瀬線 （新小金井街道）      | 東京都道15号府中清瀬線 （新小金井街道）      | 滝山団地北             | 東京都 | 東久留米市 |
| 東京都道226号東村山清瀬線                    | 東京都道226号東村山清瀬線                    | 多摩北部医療センター西 | 東京都 | 東村山市） |

### 交差する鉄道
新宿駅付近から荻窪駅の手前までの地下を東京メトロ丸ノ内線が通っている。
- 中央線快速（中央緩行線）、山手線（埼京線、湘南新宿ライン）：新宿駅付近の新宿大ガード
- 中央線快速（中央緩行線）：荻窪駅付近の天沼陸橋
- 西武新宿線：西武柳沢駅 - 田無駅間、東村山駅 - 所沢駅間の秋津橋
- 西武池袋線：所沢駅 - 西所沢駅間、西所沢駅付近の踏切（支線）
- 西武狭山線：西所沢駅 - 下山口駅間（所沢入間バイパス）

### 沿線の主な施設
| 施設                                           | 所在地 | 所在地     |
| ---------------------------------------------- | ------ | ---------- |
| 新宿駅                                         | 東京都 | 新宿区     |
| 新宿警察署                                     | 東京都 | 新宿区     |
| 西新宿駅                                       | 東京都 | 新宿区     |
| 東京医科大学病院                               | 東京都 | 新宿区     |
| 中野坂上駅                                     | 東京都 | 中野区     |
| 中野警察署                                     | 東京都 | 中野区     |
| 中野消防署                                     | 東京都 | 中野区     |
| 新中野駅                                       | 東京都 | 中野区     |
| 新渡戸文化短期大学・新渡戸文化中学校・高等学校 | 東京都 | 中野区     |
| 蚕糸の森公園                                   | 東京都 | 杉並区     |
| 都営バス杉並支所                               | 東京都 | 杉並区     |
| 光塩女子学院                                   | 東京都 | 杉並区     |
| 新高円寺駅                                     | 東京都 | 杉並区     |
| 杉並区役所                                     | 東京都 | 杉並区     |
| 杉並警察署                                     | 東京都 | 杉並区     |
| 杉並郵便局                                     | 東京都 | 杉並区     |
| 南阿佐ケ谷駅                                   | 東京都 | 杉並区     |
| 阿佐ケ谷駅                                     | 東京都 | 杉並区     |
| 杉並消防署                                     | 東京都 | 杉並区     |
| 文化女子大学                                   | 東京都 | 杉並区     |
| 荻窪駅                                         | 東京都 | 杉並区     |
| 東京衛生アドベンチスト病院                     | 東京都 | 杉並区     |
| 荻窪郵便局                                     | 東京都 | 杉並区     |
| 荻窪警察署                                     | 東京都 | 杉並区     |
| 荻窪消防署                                     | 東京都 | 杉並区     |
| プロムナード荻窪（日産自動車荻窪工場跡）       | 東京都 | 杉並区     |
| 都立杉並工科高校                               | 東京都 | 杉並区     |
| 善福寺公園                                     | 東京都 | 杉並区     |
| 関東バス青梅街道営業所                         | 東京都 | 練馬区     |
| 武蔵関駅                                       | 東京都 | 練馬区     |
| 慈雲堂病院                                     | 東京都 | 練馬区     |
| 武蔵関公園（杉並区・西東京市境）               | 東京都 | 練馬区     |
| 東伏見稲荷神社                                 | 東京都 | 西東京市   |
| 西武柳沢駅                                     | 東京都 | 西東京市   |
| 田無神社                                       | 東京都 | 西東京市   |
| 文華女子中学校・高等学校                       | 東京都 | 西東京市   |
| 西武バス西原車庫                               | 東京都 | 西東京市   |
| イオンモール東久留米                           | 東京都 | 東久留米市 |
| 都立六仙公園                                   | 東京都 | 東久留米市 |
| おふろの王様 東久留米店                        | 東京都 | 東久留米市 |
| 西武バス滝山営業所                             | 東京都 | 東久留米市 |
| 東久留米卸売市場                               | 東京都 | 東久留米市 |
| 東京都立多摩北部医療センター                   | 東京都 | 東村山市   |
| 国立療養所多磨全生園                           | 東京都 | 東村山市   |
| ヤマザキ製パン埼玉第二東村山工場               | 東京都 | 東村山市   |
| 所沢駅                                         | 埼玉県 | 所沢市     |
| 織長病院                                       | 埼玉県 | 所沢市     |
| 県立所沢高校                                   | 埼玉県 | 所沢市     |
| 西所沢駅                                       | 埼玉県 | 所沢市     |
| 瀬戸病院                                       | 埼玉県 | 所沢市     |
| 所沢市立南小学校                               | 埼玉県 | 所沢市     |
| 所沢市立南陵中学校                             | 埼玉県 | 所沢市     |